# مزماريات (نبات)
رتبة المزماريات (باللاتينية: Alismatales) رتبة نباتية من أحاديات الفلقة. تضم الفصيلة أربع عشرة فصيلة. معظم الأنواع في هذه الرتبة نباتات مائية تكون أوراقها إما مغمورة أو طافية.

## من فصائلها
- اللوفية (الاسم العلمي:Araceae)
- المزمارية (الاسم العلمي:Alismataceae)
- الحزامية (الاسم العلمي:Zosteraceae)